# Team Qhubeka NextHash 2021
Questa voce raccoglie le informazioni riguardanti la squadra ciclistica Team Qhubeka NextHash nelle competizioni ufficiali della stagione 2021.
Si trattò della quattordicesima e ultima stagione a livello UCI per la squadra diretta da Douglas Ryder, che a fine stagione cessò l'attività. I principali risultati stagionali arrivarono da Giacomo Nizzolo, vincitore di tre prove, tra cui una tappa al Giro d'Italia; vinsero una frazione ciascuno al Giro d'Italia anche Mauro Schmid e Victor Campenaerts.
Nelle classifiche di fine anno del ranking mondiale UCI, a livello individuale il miglior piazzato per il team fu proprio Giacomo Nizzolo, 21º con 1607 punti; nella classifica a squadre il team fu invece ventesimo, con 4368,66 punti.

## Organico
Aggiornato al 14 agosto 2021.

### Staff tecnico
|  | Naz.                   |    | Sportivo           |  |  |  |
|  | ---------------------- | -- | ------------------ |  |  |  |
|  | Sudafrica (bandiera)   | GM | Douglas Ryder      |  |  |  |
|  | Danimarca (bandiera)   | DS | Lars Michaelsen    |  |  |  |
|  | Italia (bandiera)      | DS | Gabriele Missaglia |  |  |  |
|  | Belgio (bandiera)      | DS | Hendrik Redant     |  |  |  |
|  | Spagna (bandiera)      | DS | Alex Sans Vega     |  |  |  |
|  | Belgio (bandiera)      | DS | Gino Van Oudenhove |  |  |  |
|  | Paesi Bassi (bandiera) | DS | Aart Vierhouten    |  |  |  |

### Rosa
|  | Naz.                     |  | Sportivo                    | Anno |  |  |
|  | ------------------------ |  | --------------------------- | ---- |  |  |
|  | Belgio (bandiera)        |  | Sander Armée                | 1985 |  |  |
|  | Italia (bandiera)        |  | Fabio Aru                   | 1990 |  |  |
|  | Spagna (bandiera)        |  | Carlos Barbero              | 1991 |  |  |
|  | Stati Uniti (bandiera)   |  | Sean Bennett                | 1996 |  |  |
|  | Nuova Zelanda (bandiera) |  | Connor Brown                | 1998 |  |  |
|  | Belgio (bandiera)        |  | Victor Campenaerts          | 1991 |  |  |
|  | Belgio (bandiera)        |  | Dimitri Claeys              | 1987 |  |  |
|  | Australia (bandiera)     |  | Simon Clarke                | 1986 |  |  |
|  | Sudafrica (bandiera)     |  | Nickolas Dlamini            | 1995 |  |  |
|  | Svizzera (bandiera)      |  | Kilian Frankiny             | 1994 |  |  |
|  | Austria (bandiera)       |  | Michael Gogl                | 1993 |  |  |
|  | Danimarca (bandiera)     |  | Lasse Norman Hansen         | 1992 |  |  |
|  | Colombia (bandiera)      |  | Sergio Henao                | 1987 |  |  |
|  | Sudafrica (bandiera)     |  | Reinardt Janse van Rensburg | 1989 |  |  |
|  | Paesi Bassi (bandiera)   |  | Bert-Jan Lindeman           | 1989 |  |  |
|  | Italia (bandiera)        |  | Giacomo Nizzolo             | 1989 |  |  |
|  | Italia (bandiera)        |  | Matteo Pelucchi             | 1989 |  |  |
|  | Australia (bandiera)     |  | Robert Power                | 1995 |  |  |
|  | Italia (bandiera)        |  | Domenico Pozzovivo          | 1982 |  |  |
|  | Italia (bandiera)        |  | Antonio Puppio              | 1999 |  |  |
|  | Svizzera (bandiera)      |  | Mauro Schmid                | 1999 |  |  |
|  | Danimarca (bandiera)     |  | Andreas Stokbro Nielsen     | 1997 |  |  |
|  | Australia (bandiera)     |  | Dylan Sunderland            | 1996 |  |  |
|  | Gran Bretagna (bandiera) |  | Harry Tanfield              | 1994 |  |  |
|  | Rep. Ceca (bandiera)     |  | Karel Vacek                 | 2000 |  |  |
|  | Danimarca (bandiera)     |  | Emil Vinjebo                | 1994 |  |  |
|  | Germania (bandiera)      |  | Max Walscheid               | 1993 |  |  |
|  | Polonia (bandiera)       |  | Łukasz Wiśniowski           | 1991 |  |  |

## Palmarès

### Corse a tappe
World Tour
- Giro d'Italia

11ª tappa (Mauro Schmid)
13ª tappa (Giacomo Nizzolo)
15ª tappa (Victor Campenaerts)

### Corse in linea
ProSeries
- Clásica de Almería (Giacomo Nizzolo)

Europe Tour
- Circuito de Getxo (Giacomo Nizzolo)